# 589 Croatia
589 Croatia eller 1906 TM är en asteroid i huvudbältet, som upptäcktes 3 mars 1906 av den tyska astronomen August Kopff i Heidelberg. Den är uppkallad efter det numera självständiga landet Kroatien.
Asteroiden har en diameter på ungefär 93 kilometer.